# Hermann Schiering

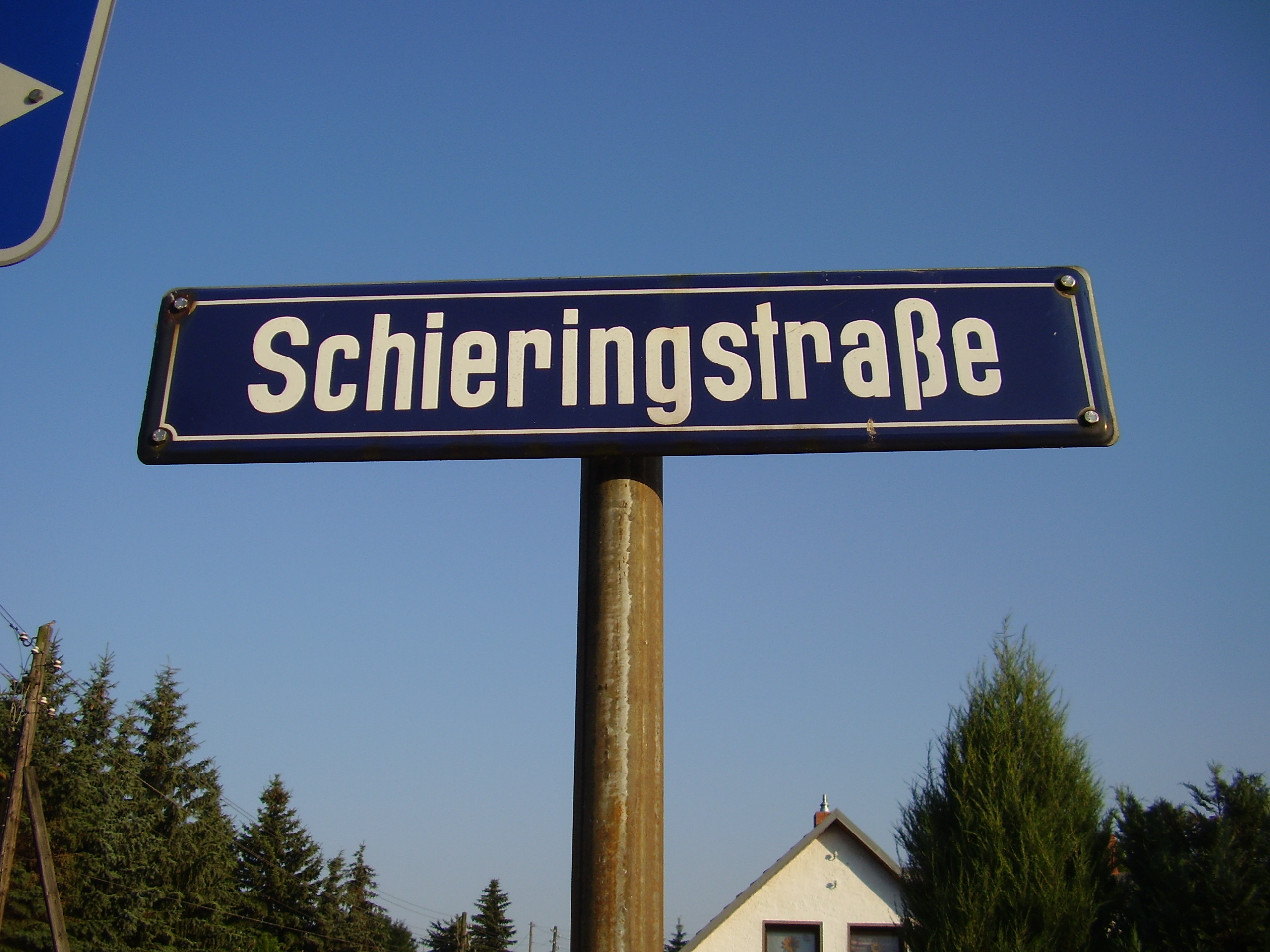
Straßenschild

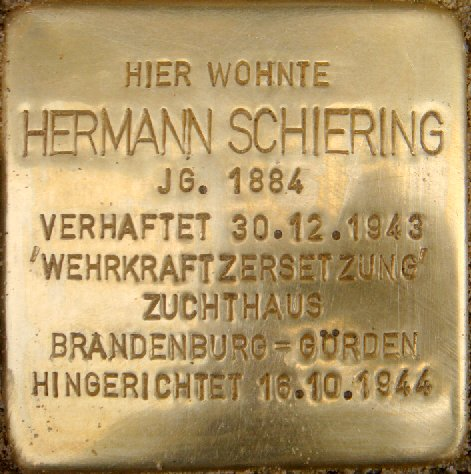
Stolperstein verlegt am 18. August 2009

Hermann Schiering (* 27. April 1884 in Magdeburg; † 16. Oktober 1944 in Brandenburg-Görden) war ein deutscher Widerstandskämpfer.

## Leben
Hermann Schiering war Mitglied der SPD. Im Zweiten Weltkrieg wurde er zur Rüstungsarbeit in der Rheinmetall AG zwangsverpflichtet. Hier wurde er am 16. Dezember 1943 verhaftet wegen „fortgesetzter Angriffe auf die Siegeszuversicht des deutschen Volkes“. Die Haft verbrachte er im Amtsgerichtsgefängnis Apolda, im Landgerichtsgefängnis Weimar, in den Zuchthäusern Berlin-Moabit und Brandenburg-Görden. Am 5. September 1944 wurde er vom Volksgerichtshof in Berlin zum Tode verurteilt. Sechs Wochen später wurde das Urteil vollstreckt. Seine Witwe Anna Schiering gab nach der Befreiung vom Nationalsozialismus der Staatsanwaltschaft die Namen der Denunzianten zum Zwecke der Strafverfolgung bekannt.
Die Stadt Apolda benannte zu DDR-Zeiten eine Straße nach ihm. Eine Gedenktafel an seinem Haus in der Franz-Mehring-Straße 7 wurde nach der Wende entfernt.